# مانجويراو
استاديو أولمبيكو دو بارا (Estádio Olímpico do Pará) ، المعروف باسم مانجويراو (Mangueirão) ، ملعب كرة قدم تم افتتاحه في 4 مارس 1978 في بيليم، بارا، بسعة قصوى تبلغ 45,007 متفرج. الملعب مملوك من قبل حكومة ولاية بارا، وهو الملعب الرئيسي لنادي بايساندو الرياضي وكلوب دو ريمو وسبورت كلوب بيليم.

الاسم الرسمي للملعب هو "ملعب الصحفي إدغار أوغستو بروينسا؛ تكريمًا لإدغار بروينسا، الصحفي المذيع الرياضي لولاية بارا، ومؤسس راديو باراينس، كأول محطة إذاعية في بارا، تم تسمية الملعب بإسمه.

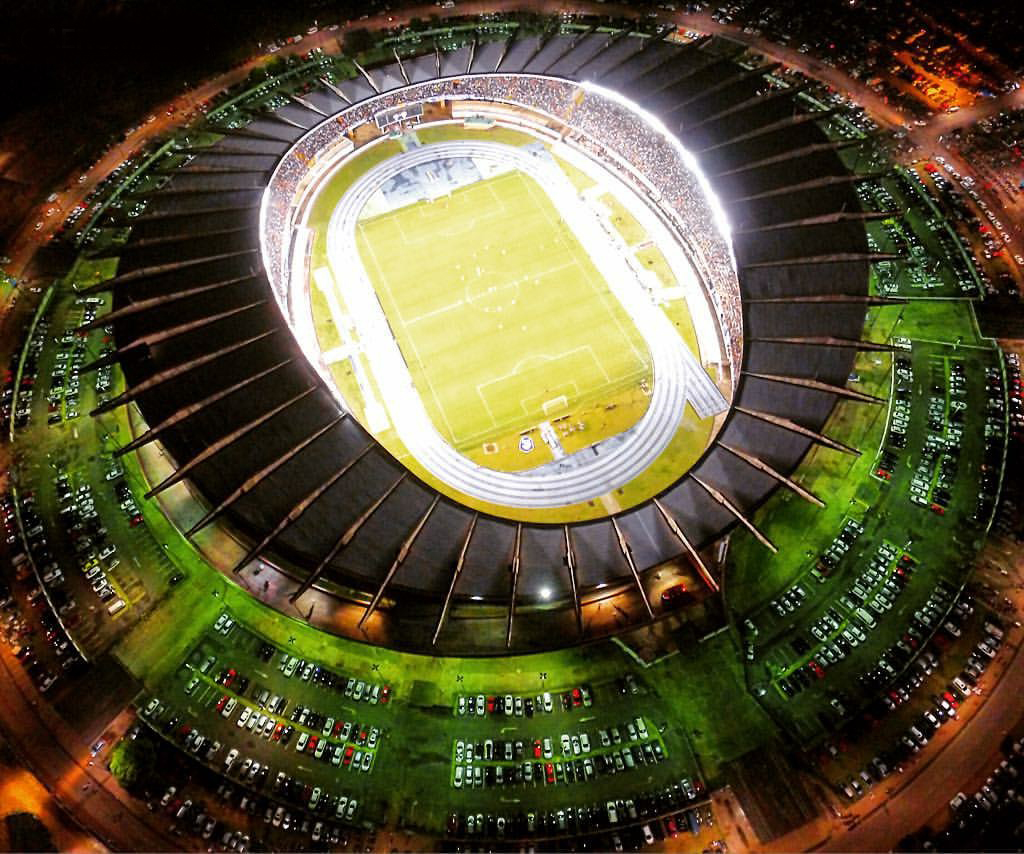
منظر جوي لاستاد أوليمبيكو دو بارا (2015)

## التاريخ
يعود تاريخ المشروع المعماري لملعب مانجويراو إلى أغسطس 1969 من تصميم المهندس المعماري ألكير ميرا. في ذلك الوقت أمر حاكم ولاية بارا، ألاسيد نونيس، بمشروع بناء ملعب كرة قدم يتسع 120 ألف شخص. بدأ العمل في عام 1970 عندما تم بناء الخندق والحقل والمدرجات العامة. و بعد عام، تم تغيير المشروع، وخفضت السعة القصوى للملعب من 120,000 إلى 70,000. و قد استؤنفت أعمال البناء في عام 1971، مع بناء أول وحدة هيكلية.
بعد 24 عامًا من افتتاح الاستاد في عام 2002، أعيد تقديم مانجويراو كملعب أوليمبي. حيث أنفق 30 مليون ريال برازيلي  من قبل حكومة ولاية بارا.
كانت أهم مباراة بملعب مانجويراو هي مباراة الذهاب في نهائي كوبا دوس كامبيوس، الذي أُقيم في 31 يوليو 2002، عندما تغلب كروزيرو على بايساندو 2-1.
أقيمت المباراة الافتتاحية في 4 مارس 1978، عندما فاز فريق كل نجوم ولاية بارا على منتخب أوروجواي الشابي 4-0. سجل الهدف الأول من الملعب من قبل بارا ميسكيتا.
أقيمت مباراة العودة في 1 مايو 2002، عندما تعادل ريمو وبايساندو 2-2. سجل الهدف الأول في الملعب بعد إعادة تشغيله بالاو ريمو.
بلغ سجل حضور مباراة ريمو ضد بايساندو في 11 يوليو 1999 بالملعب 65,000 متفرجاً.
عندما تغلب بوكا جونيورز على بايساندو 4-2، بلغ سجل الحضور بالملعب 57,248 شخصًا بعد إعادة تشغيله.

## منتخب البرازيل لكرة القدم
| تاريخ         | الوقت    | فريق الأول | النتيجة | فريق الثاني | المباراة               | عدد حضور  |
| ------------- | -------- | ---------- | ------- | ----------- | ---------------------- | --------- |
| 8 نوفمبر1990  | غير معلن | البرازيل   | 0–0     | تشيلي       | ودي                    | 33,664    |
| 9 أكتوبر 1997 | غير معلن | البرازيل   | 2-0     | المغرب      | ودي                    | غير معلنة |
| 12أكتوبر2005  | 21:30    | البرازيل   | 3–0     | فنزويلا     | تصفيات كأس العالم 2006 | 47,000    |
| 28سبتمبر2011  | 21:50    | البرازيل   | 2-0     | الأرجنتين   | السوبر كلاسيكو 2011    | 45,000    |

## معرض الصور

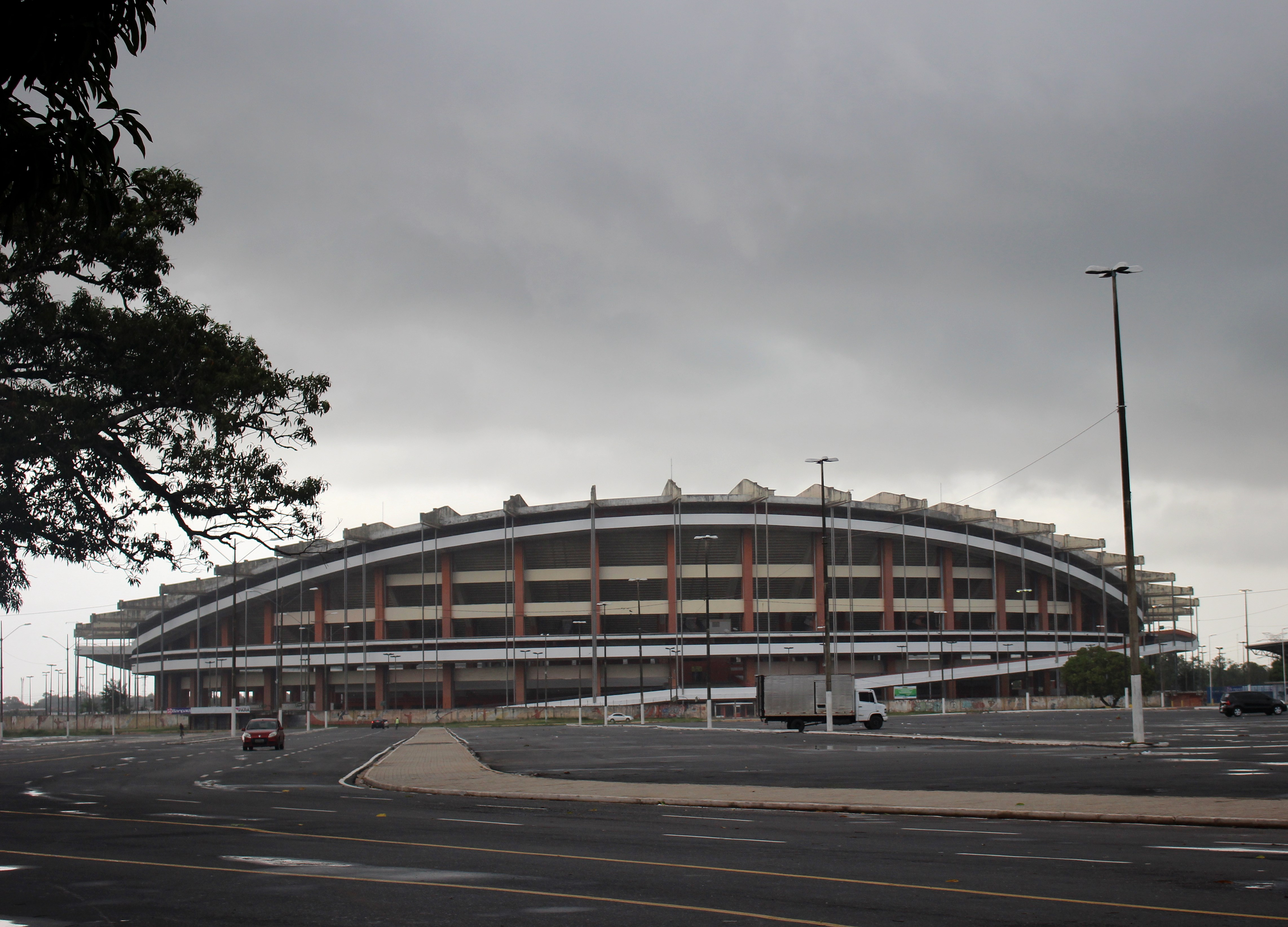
ملعب أوليمبيكو دو بارا
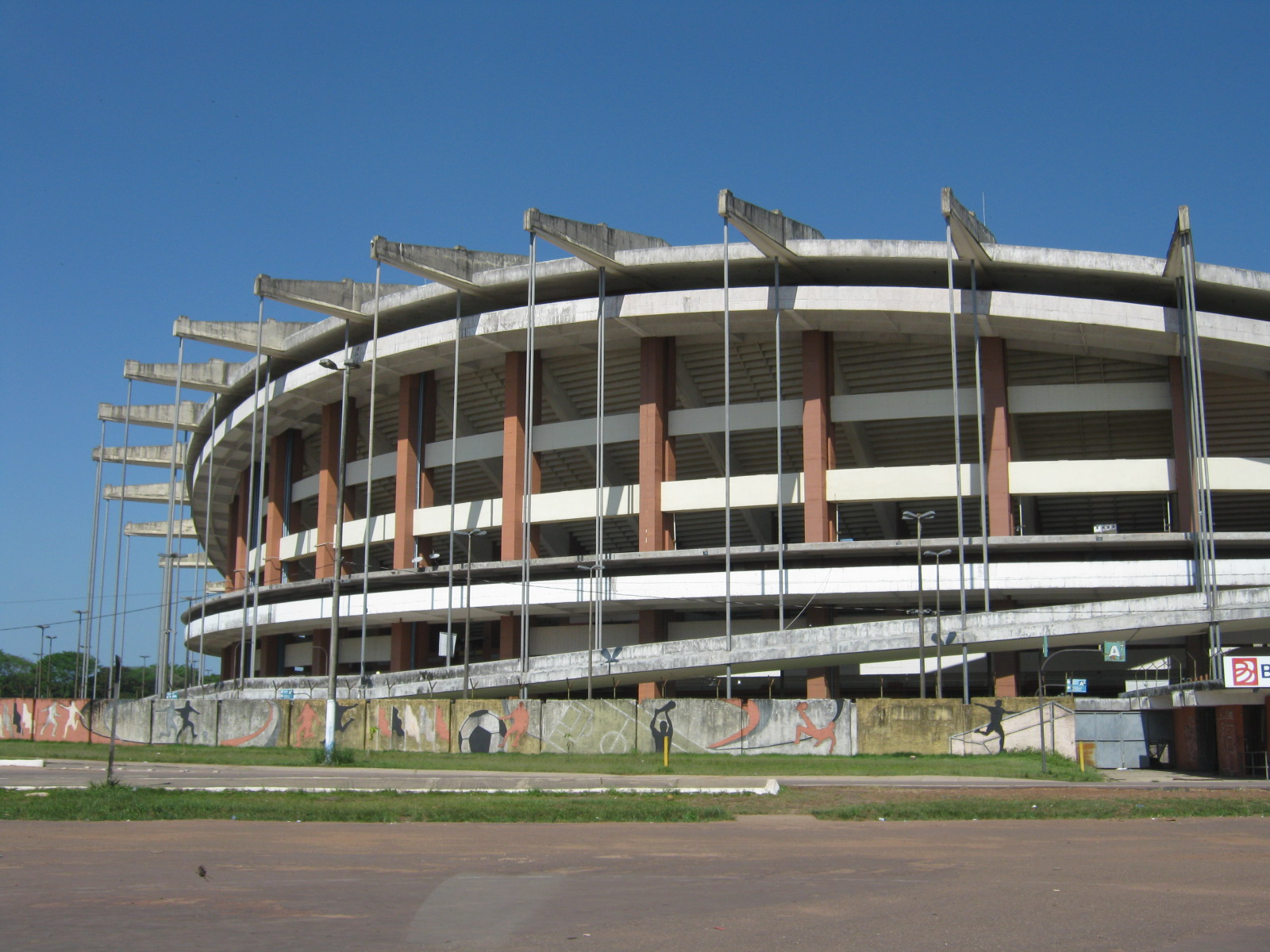
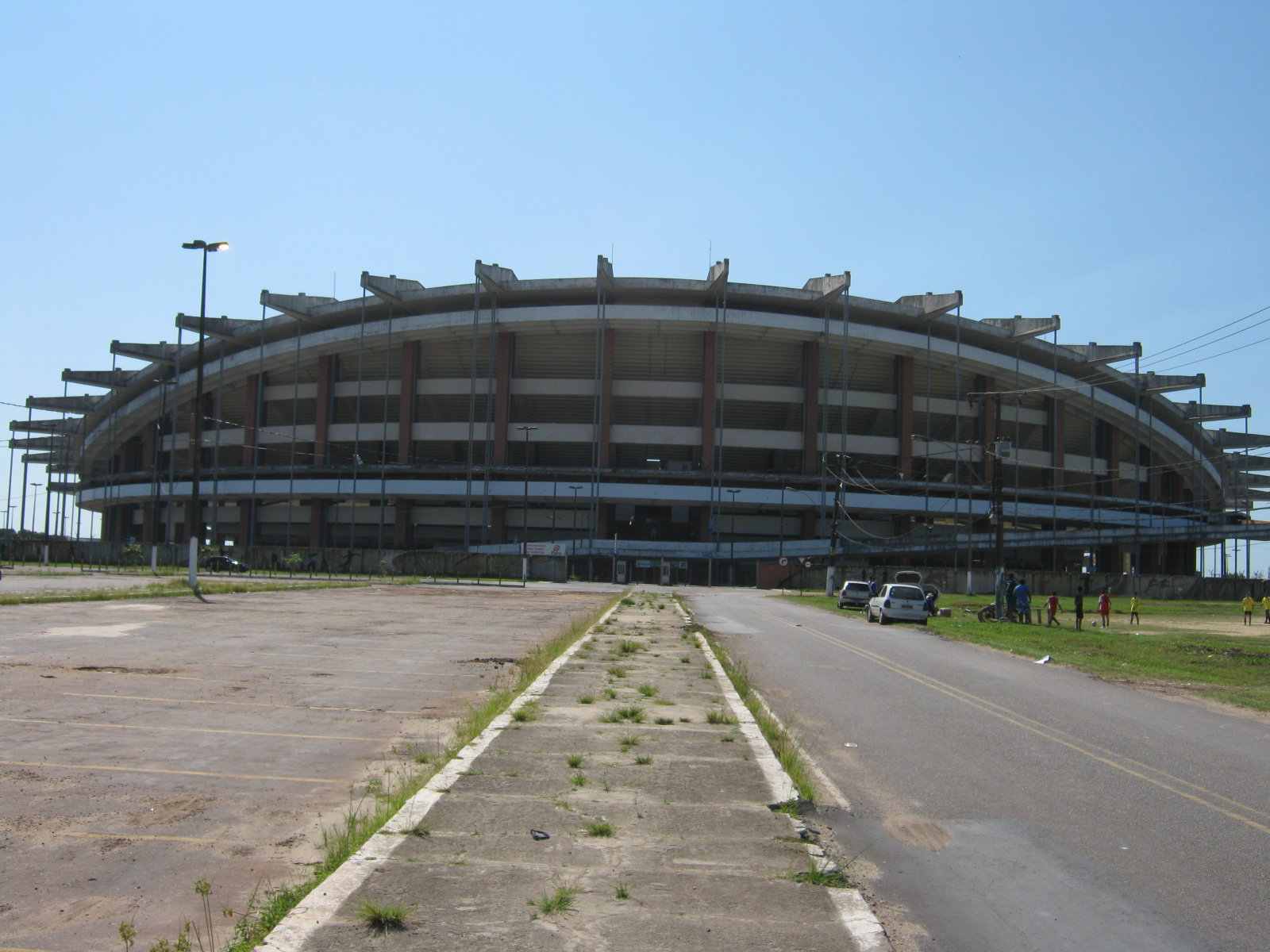
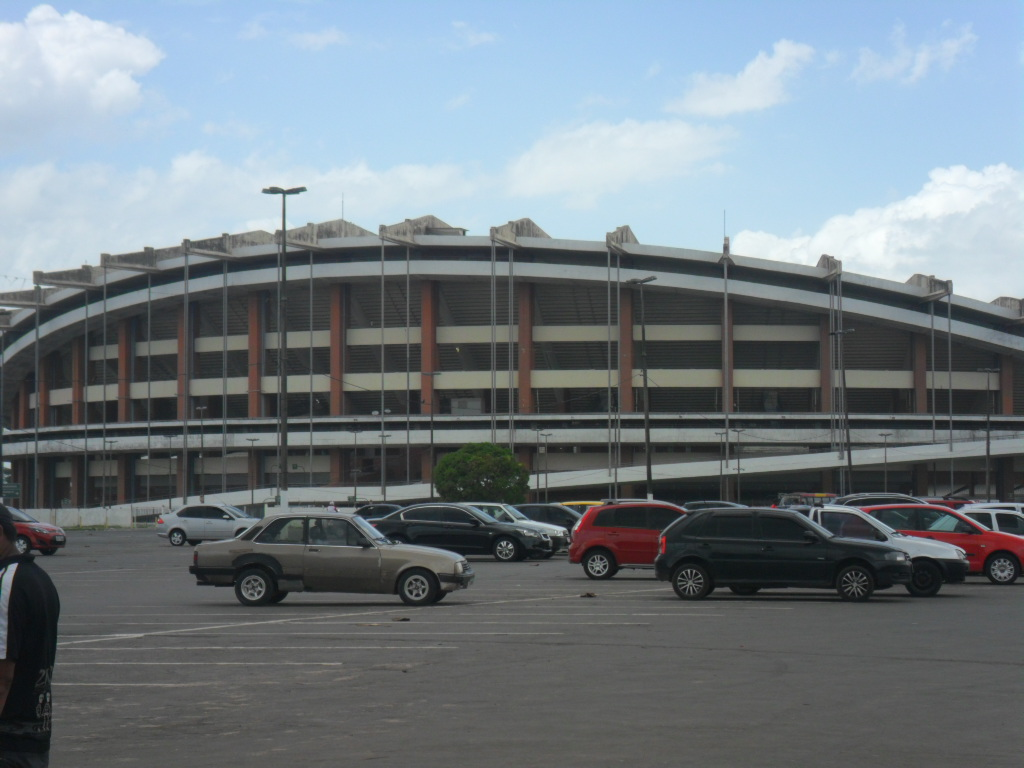

## أنظر أيضاً
- غراندي بريميو برازيل كايكسا دي أتليتيسمو

## الروابط الخارجية
- معابد كرة القدم
- فيل باي كلور